# Євротур (фільм)
«Євротур» (англ. Eurotrip) — американсько-європейська молодіжна комедія режисера Джеффа Шаффера, сценаристів Алека Берга, Девіда Манделя і Шаффера, в головних ролях — Скотт Мекловіц, Джейкоб Піттс, Мішель Трахтенберг, Тревіс Вестер і Джесіка Берс.
Головний герой Скотті (Мекловіц), американський випускник середньої школи, подорожує Європою в пошуках своєї німецької подруги по листуванню Мікі (Берс). У супроводі свого друга Купера (Піттс) і близнюків Дженні та Джеймі (Трахтенберг і Вестер) Скотті відвідує Англію, Францію, Нідерланди, Словаччину, Німеччину та Італію, повсякчас потрапляючи в незручні та кумедні пригоди.
«Євротур» отримав неоднозначні відгуки від критиків і погано показав себе в прокаті. Однак він став успішним після виходу на домашньому відео.

## Сюжет
Події фільму відбуваються в 2004 році і починаються в американському місті Гадсон, штат Огайо. Учорашнього школяра Скотті Томаса перед випускним вечором кидає подруга Фіона, а на вечірці новий обранець Фіони, шкільний рокер Донні, принижує Скотті піснею «Scotty Doesn't Know» (Скотті не знає), в якій співає про те, що Фіона зраджує йому. Скотті товаришує за листуванням з Мікі, дівчиною з Німеччини, але помилково вважає її хлопцем на ім'я Майк. Після вечірки Скотті, який неабияк випив, читає повідомлення Мікі, яка хоче приїхати в Америку і познайомитись ближче, раз у нього більше немає подруги. Скотті згадує поради свого кращого друга Купера про те, що його «друг листуванням» може виявитися сексуальним маніяком, називає Мікі «хворим збоченцем» і відповідає відмовою. Вранці молодший брат пояснює Скотті його помилку. Скотіт намагається вибачитись перед Мікі, але та закриває свій e-mail. Скотті, вирішивши попросити у неї вибачення особисто, вирушає з Купером до Європи. Купер приєднується до Скотті, оскільки хоче випробувати перед коледжем досвід «шаленого європейського сексу».
Влаштувавшись працювати кур'єрами в поштову компанію, друзі потрапляють до Лондона, де випадково знайомляться з фанатським угрупуванням клубу «Манчестер Юнайтед» на чолі з якимсь Божевільним Менардом, які приймають їх у своє братство. Разом із фанатами вони вирушають на континент до Парижа, де зустрічають своїх друзів, близнюків Дженні та Джеймі, які вирішують супроводжувати їх у подорожі до Берліна. Однак наступна їхня зупинка виявляється в Кань-сюр-Мер, де хлопцям доводиться втекти від збожеволілих нудистів. Потім вони прибувають до Амстердама, де Джеймі грабують у момент мінету, а Купер стикається з доміною у місцевому нічному клубі. Четвірці, що залишилася без грошей, доводиться добиратися до Берліна автостопом, але через те, що Скотті погано розуміє німецьку мову, замість столиці Німеччини вони потрапляють до Братислави, країни, яка ще не позбулася спадщини Східного блоку, і завдяки вигідному обмінному курсу валюти розважаються як мільйонери. З Братислави компанія їде до Берліна, але там вони дізнаються від батька Мікі, що вона поїхала в туристичну подорож до Рима. Хлопці виїжджають до Рима та Ватикану. Вони опиняються у резиденції глави католицької церкви та випадково б'ють у колокол, який має сповіщати про смерть Папи, та пускають димарем білий дим, який має сповіщати про обранням папською курією нового понтифіка, після чого Скотті випадково виходить на балкон в одязі, схожому на одяг Папи. У натовпі, що зібрався на Площі Святого Петра, Скотті бачить Мікі, але його і Купера затримує папська гвардія. Фанати «Манчестера», що опинилися в натовпі, на чолі з Менардом відбивають хлопців.
Все закінчується щасливо. Скотті усамітнюється з Мікі, і вони займаються сексом у сповідальні. Після цього вони домовляються продовжувати дружбу за листуванням. Джеймі підписує контракт з мандрівником Артуром Фроммером , який опинився в групі туристів, автором путівника, який Джеймі завжди тримав під рукою. Друзі відлітають назад до США. У літаку Купер і Дженні займаються «шаленим європейським сексом». Купер, який всю подорож брехав телефоном своєму керівникові, що весь цей час він знаходився на роботі, дізнається, що отримав підвищення. Наприкінці Скотті вступає до коледжу. Він з подивом і радістю дізнається, що Мікі теж вступила до коледжу та ще й виявилася його сусідкою по кімнаті.

## У ролях

### Головні герої
- Скотт Мекловіц — Скотт Томас (Скотті): Недавній випускник середньої школи, який вирушає до Європи, щоб знайти свою подругу за листуванням і вибачитись перед нею. Мекловіц описав Скотті як людину з недоліками, але доброю душею, якій «дуже пощастило мати таку хорошу команду друзів, які підтримують його»[2].
- Джейкоб Піттс — Купер Герріс (Куп): Розпусний найкращий друг Скотті. Піттс описав Купера як гіперсексуального чоловіка, який «керується своїми власними низькими імпульсами... що створює проблеми усім іншим»[2].
- Мішель Трахтенберг — Дженні: Подруга Скотті і Купера і сестра-близнючка Джеймі. Трахтенберг описала Дженні як начитану та ризиковану: «Вона більше готова ризикнути або рушити у пригоду, тоді як Джеймі завжди треба переконувати»[2].
- Тревіс Вестер — Джемі: Брат-близнюк Дженні. Вестер описав Джеймі як людину, яка навчається все життя, чиїм прагненням є «накопичення та поширення знань»[2].
- Джессіка Берс — Мікі Шмідт: Німецька подруга Скотті за листуванням[2]. Дебютна роль Берс у кіно[3].

### В епізодах
- Метт Деймон — Донні, співак на вечірці
- Крістін Кройк — Фіона
- Вінні Джонс — Божевільний Мейнард, вболівальник «Манчестер Юнайтед»
- Жан-Поль Ману — Людина-робот
- Патрік Раполь — Крістоф
- Фред Армісен — Італієць у поїзді
- Люсі Лоулесс — Мадам Вандерсекккс
- Стів Хайтнер — Зелена фея
- Раде Шербеджія — Тібор
- Патрік Малахайд — Артур Фроммер
- Джек Марстон — Іоанн Павло II
- Ніял Ісхаков — Берт

## Саундтрек
1. «Scotty Doesn't Know» – Lustra
2. «My Generation» – Chapeaumelon (The Who cover)
3. «Wild One» – Wakefield
4. «99 Red Balloons» – Goldfinger (Nena cover)
5. «In the City» – The Jam
6. «Shooting Stars» – Cauterize
7. «Nonchalant» – Chapeaumelon
8. «Scotty Doesn't Know» (Euro Version) – MC Jeffsky
9. «Make My Dreams Come True» – Apollo 440
10. «Du» – David Hasselhoff (Peter Maffay cover)
11. «Les Promesses» – Autour De Lucie
12. «Walking in the Clouds» – Basement Jaxx
13. «I Love Marijuana» – Linval Thompson
14. «Turn It Up» – Ugly Duckling
15. «Get Loose» – The Salads

## Виробництво
Більшість сцен були зняті в Празі в Чехії. Початкові сцени, дія яких відбувається в Огайо, були зняті в Празькій міжнародній школі. Сцена посадки головних героїв на паризькому вокзалі була знята на головному залізничному вокзалі Праги. Сцена всередині Ватикану насправді була знята в Національному музеї в Празі. Сцени з німецьким водієм вантажівки були зняті на тоді ще недобудованій автомагістралі D5 поблизу Пльзеня. Сцени в Братиславі знімали в місті Міловиці в Чехія. У цьому місті в 1968—1991 розташовувався штаб радянської Центральної групи військ. Метт Деймон знімав у Празі «Братів Грімм» і погодився зіграти панк-співака; оскільки він все одно носив перуку для «Братів Грімм», Деймон зміг поголити голову для «Євротуру».